# Ам (Нідерланди)
Ам (нід. Aam) — селище в нідерландській провінції Гелдерланд, передмістя Елста. Входить до муніципалітету Овербетюве.
Його площа становить 1,52км², а населення станом на 2021 рік складало 135 осіб.
Перша згадка про населений пункт датується 11-им сторіччям.